# Спринт (лыжные гонки)

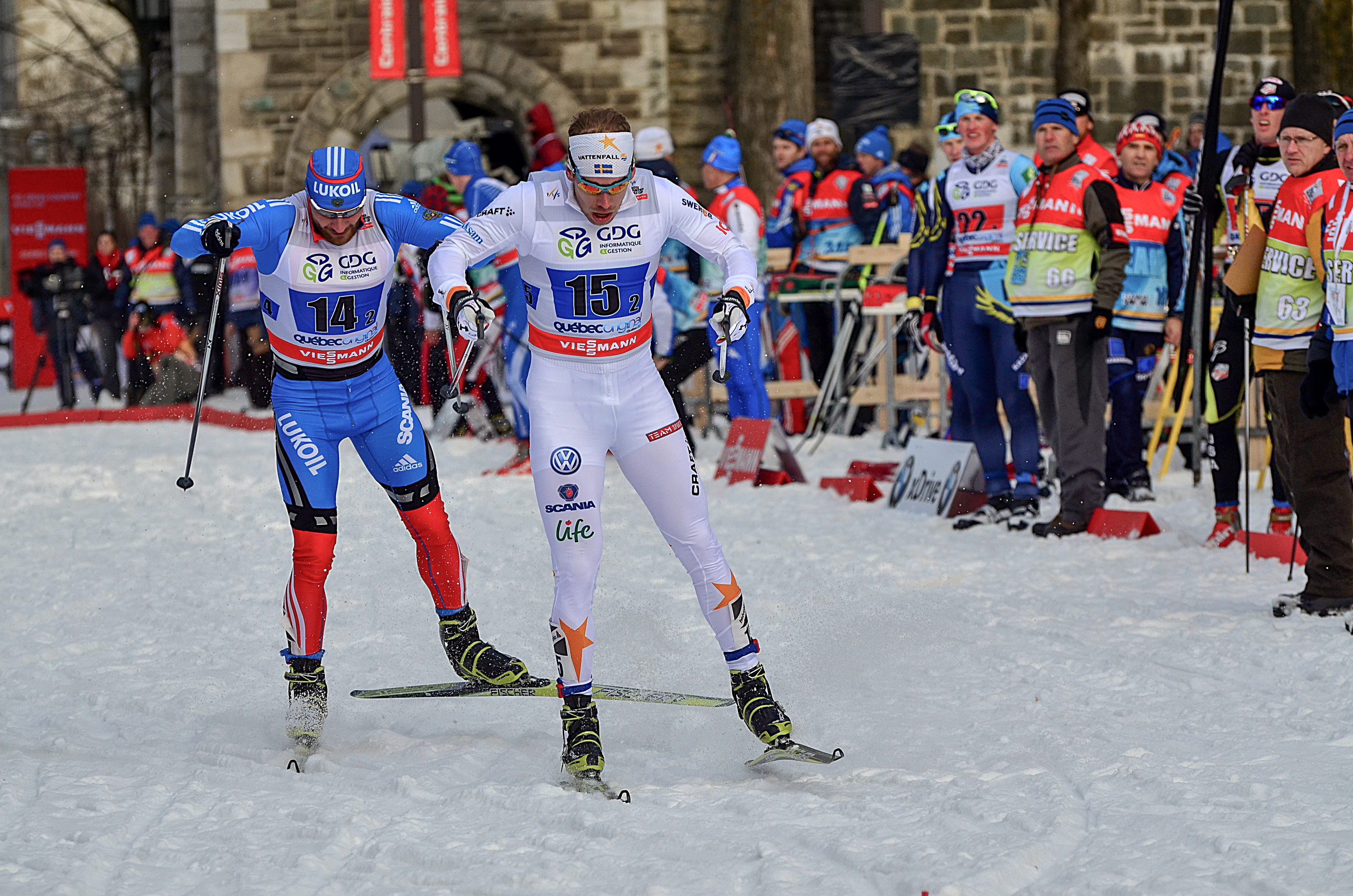
Эмиль Йёнссон (Швеция) и Алексей Петухов (Россия) на спринтерской гонке этапа кубка мира по лыжным гонкам 2012/2013 в Квебеке

Спринт — одна из соревновательных дисциплин в лыжных гонках. 

## Описание
Спринт представляет собой гонку на короткую дистанцию не больше 2 км (обычно коньковые спринты проводятся на дистанции от 1,3 до 1,6 км, классические от 1,2 до 1,5, а в целом длина дистанции может достигать 0,8 км). Спортсменам необходимо пройти один или два круга (в зависимости от протяжённости трассы). Спринтерские трассы менее сложны, нежели дистанционные, и не имеют такого перепада высот.
Первоначально проводится квалификация с раздельным стартом через 15 секунд (последнее может быть изменено организатором), по итогам которой 30 спортсменов, показавших лучшее время, проходят в финальные забеги. Финальные забеги включают в себя четвертьфиналы, полуфиналы и финалы. В каждом четвертьфинале (всего их 5) бегут 6 спортсменов, в полуфинал проходят первые двое из каждого забега, а также два самых быстрых спортсмена из числа занявших 3 и 4 места. По итогам этих забегов формируются полуфиналы, из которых двое лучших в каждом забеге и быстрейшие из 3-4 мест проходят в финал. В финале распределяются итоговые места от первого до шестого. Если в соревнованиях участвует менее 30 человек, в забегах может быть по четыре или по пять спортсменов.
Спринтерские гонки характеризуются контактной борьбой и большой скоростью передвижения спортсменов, выполняемые ими движения относительно коротки. Одним из влиятельных факторов является уменьшение времени на восстановление с каждой стадией.

## История
Спринт является самой поздно появившейся дисциплиной в лыжах. Хотя спринтерские гонки проводились ещё в 1979 году в рамках мероприятия «Dolomitesprint», прошедшего в австрийском Лиенце, их введение в соревновательную программу Международной федерацией лыжного спорта и сноуборда началось лишь в 1990-х и было связано с просьбами телеканалов. Последние требовали проводить соревнования иного вида на более коротких кругах (чем короче круг, тем больше и дольше видно участников), чтобы привлечь внимание аудитории (лыжные гонки тогда уступали по популярности среди телезрителей некоторым другим зимним видам спорта, например, сноубордингу и прыжкам на лыжах с трамплина). Первый спринтерский старт в рамках Кубка мира по лыжным гонкам провели в 1996 году, в качестве места была выбрана расположенная в Германии община Райт-им-Винкль (тогда выиграли Елена Вяльбе у женщин и Тур Арне Хетланн у мужчин). Спустя год такой же провели в Швеции (на старт могли выходить только лыжники, у которых было меньше 50 пунктов FIS. Ещё через год состязания в этой дисциплине прошли в Италии в городе Милан на велотреке, однако что тогда, что в следующем году плохие погодные условия стали причиной, по которой гонки не имели успеха у зрителей. 
Однако проведённый в декабре 1999 года старт привлёк внимание аудитории. Уже в следующем году спринтерские гонки прошли в рамках юниорского чемпионата мира. Первыми победителями в этой дисциплине стали Сергей Владимирович Новиков (сборная России) среди мужчин и Пирьё Маннинен (сборная Финляндии) среди женщин. Со следующего года спринты стали проводиться в ходе чемпионата мира. В ряде стран стали создаваться специальные тренировочные группы для лыжников-спринтеров с меньшим годовым объёмом, куда отбирали хорошо показывавших себя на дистанциях 5, 10 и 15 км спортсменов. Изначально в финальные забеги проходили только 16 лыжников, а в каждом забеге было лишь по 4 человека. Русский спортсмен и тренер В. Иванов выдвинул предложение, согласно которому сначала проводились два забега (в каждом из них бежало по 8 лыжников), а затем финал, где соревновались четверо сильнейших. Но идея Иванова поддержки не получила.
Изначально в спринтерских гонках первенствовали те же лыжники, что соревновались и на более протяжённых дистанциях. Однако, начиная с 2000-х годов, ситуация поменялась: так, в 2000 году первое место в спринтерском зачётё Кубка мира завоевал Мортен Брёрс из сборной Норвегии, который в учитывавшем только дистанционные гонки зачёте не вошёл даже в число 70 лучших. С тех пор победителями спринтерского зачёта были в основном явно специализирующиеся на спринте спортсмены.
С 2002 года гонки в дисциплине «спринт» проходят на Олимпиаде. Первой чемпионкой ОИ в спринте стала представительница сборной России Юлия Чепалова, у мужчин первое место занял норвежец Тур Арне Хеттланн. С 2003 года спринтерские гонки проходят на этапах Кубка мира.